# Marszałek sejmu (I Rzeczpospolita)
Marszałek sejmu – przewodniczący obrad Izby Poselskiej Sejmu I Rzeczypospolitej.
Nie była to funkcja władcza, a marszałek sejmowy nie miał nawet wpływu na przebieg dyskusji w swojej izbie, mógł jedynie wygłaszać konkluzję.
Dopiero w 1764 roku wprowadzono regulamin sejmowy, ustanawiający program obrad.
Funkcja marszałka sejmu powstała, według Stanisława Orzechowskiego, dopiero w 1564 roku, była odpowiednikiem marszałka nadwornego. Marszałek brał także udział w procesie legislacyjnym. Po ustanowieniu konstytucji przez Izbę Poselską, marszałek Sejmu czytał je w Senacie w obecności króla i ogłaszał w jego imieniu.
Marszałka wybierał ogół posłów, najpóźniej w trzecim dniu od otwarcia sejmu. Do XVI wieku stosowano zasadę jednomyślności, później wystarczała zwykła większość głosów. Od 1678 roku marszałka wybierano już w pierwszym dniu sesji. Funkcję tę obsadzano, kierując się zasadą tzw. alternaty, kolejno powołując marszałka z Wielkopolski, Małopolski i Litwy (od 1673 prawo). Stosowano zasadę turnum – najpierw głosowali posłowie z prowincji, z której miał pochodzić marszałek. Wyniki ogłaszał marszałek poprzedniego sejmu, zwany marszałkiem starej laski. Następnie wręczał ją nowo wybranemu. Od 1669 roku wprowadzono zwyczaj zaprzysięgania nowo wybranych marszałków, potwierdzony w konstytucji sejmowej w 1768 roku. Nowy marszałek wyznaczał sekretarza sejmowego (od 1764 przysięgłego), który prowadził diariusz sejmowy. Wyznaczał także czteroosobową delegację, która powiadamiała króla i senat o rozpoczęciu obrad izby poselskiej.

## Marszałkowie Sejmu I Rzeczypospolitej

### Marszałkowie SejmuKorony Królestwa Polskiego
- Jan Sierakowski (31 października 1548 – 12 grudnia 1548)
- Mikołaj Sienicki (15 maja 1550 – 26 lipca 1550)
- Rafał Leszczyński (2 lutego 1552 – 11 kwietnia 1552)
- Mikołaj Sienicki (1 lutego 1553 – 29 marca 1553)
- Mikołaj Sienicki (22 kwietnia 1555 – 15 czerwca 1555)
- Mikołaj Sienicki (6 grudnia 1556 – 14 stycznia 1557)
- Mikołaj Sienicki (5 grudnia 1558 – 8 lutego 1559)
- Rafał Leszczyński (30 listopada 1562 – 25 marca 1563)
- Mikołaj Sienicki (22 listopada 1563 – 1 kwietnia 1564)
- Mikołaj Sienicki (24 czerwca 1564 – 2 sierpnia 1564)
- Mikołaj Sienicki (18 stycznia 1565 – 14 kwietnia 1565)
- Stanisław Sędziwój Czarnkowski (10 stycznia 1569 – 12 sierpnia 1569)

### Marszałkowie SejmuRzeczypospolitej Obojga Narodów
- Stanisław Szafraniec (29 kwietnia 1570 – 11 lipca 1570)
- Mikołaj Grzybowski (12 marca 1572 – 28 maja 1572)
- Jan Firlej (5 kwietnia 1573 – 20 maja 1573)
- Wacław Agryppa (22 lutego 1574 – 2 kwietnia 1574)
- Stanisław Szafraniec (30 sierpnia 1574 – 13 września 1574)
- Rafał Przyjemski 13 września 1574 – 18 września 1574
- Mikołaj Sienicki 7 listopada 1575 – 15 grudnia 1575
- Andrzej Firlej 31 marca 1576 – 29 maja 1576
- Stanisław Przyjemski 22 stycznia 1581 – 8 marca 1581
- Lew Sapieha 4 października 1582 – 25 listopada 1582
- Stanisław Pękosławski 15 stycznia 1585 – 28 lutego 1585
- Stanisław Uchański 2 lutego 1587 – marzec 1587
- Kasper Dembiński i Paweł Orzechowski 30 czerwca 1587 – 19 sierpnia 1587
- Jan Gajewski 10 grudnia 1587 – 20 stycznia 1588
- Dymitr Chalecki 6 marca 1589 – 23 kwietnia 1589
- Paweł Orzechowski[3] 8 marca 1590 – 21 kwietnia 1590
- Jan Izdbiński – Rusiecki 2 grudnia 1590 – 15 stycznia 1591
- Jan Dominikowicz Pac 7 września 1592 – 19 października 1592
- Mikołaj Daniłowicz 4 maja 1593 – 15 czerwca 1593
- Stanisław Sasin Karśnicki 6 lutego 1595 – 21 marca 1595
- Piotr Myszkowski 26 marca 1596 – 13 maja 1596
- Piotr Myszkowski 10 lutego 1597 – 25 marca 1597
- Florian Gomoliński 8 marca 1598 – 13 kwietnia 1598
- Jan Iwanowicz Szujski[4] 9 lutego 1600 – 21 marca 1600
- Jan Zbigniew Ossoliński 7 lutego 1601 – 13 marca 1601
- Feliks Kryski 4 lutego 1603 – 5 marca 1603
- Stanisław Janowicz Białłozor 20 stycznia 1605 – 3 marca 1605
- Stanisław Ryszkowski 7 marca 1606 – 18 kwietnia 1606
- Mikołaj Mieliński 7 maja 1607 – 16 czerwca 1607
- Krzysztof Wiesiołowski 15 stycznia 1609 – 26 lutego 1609
- Jan Swoszowski 26 września 1611 – 9 listopada 1611
- Maksymilian Przerębski 28 lutego 1613 – 2 kwietnia 1613
- Aleksander Korwin Gosiewski 3 grudnia 1613 – 24 grudnia 1613
- Jan Świętosławski 12 lutego 1615 – 27 marca 1615
- Jakub Szczawiński 26 kwietnia 1616 – 7 czerwca 1616
- Krzysztof Wiesiołowski 13 lutego 1618 – marzec 1618
- Jan Świętosławski luty 1619 – marzec 1619
- Jakub Szczawiński 3 listopada 1620 – 11 grudnia 1620
- Jan Drucki Sokoliński 23 sierpnia 1621 – wrzesień 1621
- Jakub Sobieski 24 stycznia 1623 – 5 marca 1623
- Jan Łowicki 11 lutego 1624 – marzec 1624
- Jan Drucki Sokoliński 7 stycznia 1625 – marzec 1625
- Jakub Sobieski 27 stycznia 1626 – 10 marca 1626
- Marcin Żegocki 10 listopada 1626 – 29 listopada 1626
- Aleksander Chalecki 12 października 1627 – 24 listopada 1627
- Jakub Sobieski 27 czerwca 1628 – 18 lipca 1628
- Maciej Maniecki 9 stycznia 1629 – 20 lutego 1629
- Stefan Pac 13 listopada 1629 – 28 listopada 1629
- Jerzy Ossoliński 29 stycznia 1631 – marzec 1631
- Marcin Żegocki 11 marca 1632 – 3 kwietnia 1632
- Krzysztof Radziwiłł 22 czerwca 1632 – 17 lipca 1632
- Jakub Sobieski 24 września 1632 – 15 listopada 1632
- Mikołaj Ostroróg 8 lutego 1633 – 17 marca 1633
- Gedeon Michał Tryzna 19 lipca 1634 – 1 sierpnia 1634
- Jerzy Ossoliński 31 stycznia 1635 – 17 marca 1635
- Mikołaj Łopacki 21 listopada 1635 – 9 grudnia 1635
- Kazimierz Lew Sapieha 20 stycznia 1637 – 4 marca 1637
- Jan Stanisław Jabłonowski 3 czerwca 1637 – 18 czerwca 1637
- Łukasz Opaliński młodszy 10 marca 1638 – 1 maja 1638
- Władysław Kierdej 5 października 1639 – 16 listopada 1639
- Jan Stanisław Jabłonowski 19 kwietnia 1640 – 1 czerwca 1640
- Bogusław Leszczyński 20 sierpnia 1641 – 4 października 1641
- Krzysztof Kieżgajło Zawisza 11 lutego 1642 – 26 lutego 1642
- Jerzy Sebastian Lubomirski 1 lutego 1643 – 29 marca 1643
- Hieronim Radziejowski 13 lutego 1645 – 27 marca 1645
- Jan Mikołaj Stankiewicz 25 października 1646 – 7 grudnia 1646
- Stanisław Sarbiewski 2 maja 1647 – 27 maja 1647
- Bogusław Leszczyński 16 lipca 1648 – 1 sierpnia 1648
- Filip Kazimierz Obuchowicz 6 października 1648 – 19 listopada 1648
- Franciszek Dubrawski 19 stycznia 1649 – 14 lutego 1649
- Bogusław Leszczyński 22 listopada 1649 – 13 stycznia 1650
- Wincenty Aleksander Gosiewski 21 listopada 1650 – 24 grudnia 1650
- Andrzej Maksymilian Fredro 26 stycznia 1652 – 11 marca 1652
- Aleksander Sielski 23 lipca 1652 – 17 sierpnia 1652
- Krzysztof Zygmunt Pac 24 marca 1653 – 7 kwietnia 1653
- Franciszek Dubrawski 11 lutego 1654 – 28 marca 1654
- Krzysztof Grzymułtowski 9 czerwca 1654 – 20 lipca 1654
- Jan Kazimierz Umiastowski 19 maja 1655 – 20 czerwca 1655
- Władysław Lubowiecki 10 lipca 1658 – 30 sierpnia 1658
- Jan Krzysztof Gniński 22 marca 1659 – 2 maja 1659
- Michał Kazimierz Radziwiłł 2 maja 1661 – 18 lipca 1661
- Jan Wielopolski 20 lutego 1662 – 1 maja 1662
- Jan Krzysztof Gniński 26 listopada 1664 – 7 stycznia 1665
- Jan Antoni Chrapowicki 12 marca 1665 – 28 marca 1665
- Jan Chryzostom Pieniążek 17 marca 1666 – 4 maja 1666
- Marcin Oborski 9 listopada 1666 – 23 grudnia 1666
- Andrzej Franciszek Kotowicz 7 marca 1667 – 18 kwietnia 1667
- Jan Karol Czartoryski 24 stycznia 1668 – 7 marca 1668
- Stefan Sarnowski 27 sierpnia 1668 – 16 września 1668
- Jan Antoni Chrapowicki 5 listopada 1668 – 6 grudnia 1668
- Feliks Kazimierz Potocki 2 maja 1669 – 19 czerwca 1669
- Stanisław Krzycki[5] 1 października 1669 – 12 listopada 1669
- Jan Kazimierz Kierdej 5 marca 1670 – 26 marca 1670
- Stanisław Herakliusz Lubomirski 9 września 1670 – 31 października 1670
- Marcin Oborski 26 stycznia 1672 – 14 marca 1672
- Michał Leon Sokoliński 18 maja 1672 – 30 czerwca 1672
- Stefan Czarniecki 4 stycznia 1673 – 8 kwietnia 1673
- Franciszek Jan Bieliński 15 stycznia 1674 – 22 lutego 1674, sejm konwokacyjny
- Benedykt Paweł Sapieha 20 kwietnia 1674 – 9 czerwca 1674
- Mikołaj Hieronim Sieniawski 2 lutego 1676 – 14 marca 1676, sejm koronacyjny
- Władysław Michał Skoraszewski 14 stycznia 1677 – 26 kwietnia 1677
- Franciszek Stefan Sapieha 15 grudnia 1678 – 4 kwietnia 1679
- Hieronim Augustyn Lubomirski 10 stycznia 1681 – 21 maja 1681
- Rafał Leszczyński 27 stycznia 1683 – 10 marca 1683
- Andrzej Kazimierz Giełgud 16 lutego 1685 – 31 maja 1685
- Andrzej Kazimierz Giełgud 27 stycznia 1688 – 5 marca 1688
- Stanisław Antoni Szczuka 17 listopada 1688 – 1 kwietnia 1689
- Tomasz Działyński 16 stycznia 1690 – 6 maja 1690
- Andrzej Kazimierz Kryszpin-Kirszensztein 9 stycznia 1693 – 11 lutego 1693
- Andrzej Kazimierz Kryszpin-Kirszensztein 22 grudnia 1693
- Andrzej Kazimierz Kryszpin-Kirszensztein 12 stycznia 1695 – 24 marca 1695
- Stefan Kazimierz Humiecki 29 sierpnia 1696 – 28 września 1696
- Kazimierz Ludwik Bieliński 15 maja 1697 – 28 czerwca 1697
- Krzysztof Stanisław Zawisza 17 września 1697 – 1 października 1697
- Krzysztof Stanisław Zawisza 16 kwietnia 1698 – 28 kwietnia 1698
- Stanisław Antoni Szczuka 16 czerwca 1699 – 30 lipca 1699
- Jan Szembek 22 grudnia 1701 – 6 lutego 1702
- Michał Serwacy Wiśniowiecki 11 czerwca 1703 – 19 lipca 1703
- Stanisław Ernest Denhoff 4 lutego 1710 – kwiecień 1710
- Stanisław Ernest Denhoff 5 kwietnia 1712 – 19 kwietnia 1712
- Stanisław Ernest Denhoff 31 grudnia 1712 – 21 lutego 1713
- Stanisław Ledóchowski 1 lutego 1717
- Krzysztof Stanisław Zawisza 3 października 1718 – 14 listopada 1718
- Krzysztof Stanisław Zawisza 30 grudnia 1719 – 22 lutego 1720
- Krzysztof Stanisław Zawisza 30 września 1720 – 11 listopada 1720
- Franciszek Maksymilian Ossoliński 5 października 1722 – 16 listopada 1722
- Stefan Potocki 2 października 1724 – 13 listopada 1724
- Stefan Potocki 28 września 1726 – 9 listopada 1726
- Teodor Józef Lubomirski 22–25 sierpnia 1729
- Teodor Józef Lubomirski 2–14 października 1730
- Jerzy Marcin Ożarowski 26 stycznia 1733 – 2 lutego 1733
- Michał Józef Massalski 27 kwietnia 1733 – 23 maja 1733
- Franciszek Radzewski 25 sierpnia 1733 – 28 września 1733
- Antoni Józef Poniński 27 września 1735 – 8 listopada 1735
- Wacław Piotr Rzewuski 25 czerwca 1736 – 9 lipca 1736
- Kazimierz Rudziński 6 października 1738 – 17 listopada 1738
- Kazimierz Karwowski 3 października 1740 – 13 listopada 1740
- Tadeusz Ogiński 5 października 1744 – 19 listopada 1744
- Antoni Benedykt Lubomirski 3 października 1746 – 14 listopada 1746
- Wojciech Siemieński 30 września 1748 – 9 listopada 1748
- Wojciech Siemieński 4 sierpnia 1750 – 18 sierpnia 1750
- Józef Adrian Massalski 2 października 1752 – 26 października 1752
- Józef Adrian Massalski 30 września 1754 – 31 października 1754
- Adam Leon Małachowski 2 października 1758 – 11 października 1758
- Adam Leon Małachowski 6 października 1760 – 13 października 1760
- Adam Leon Małachowski 27 kwietnia 1761 – 2 maja 1761
- Adam Leon Małachowski 4 października 1762 – 7 października 1762
- Adam Kazimierz Czartoryski 7 maja 1764 – 23 czerwca 1764
- Józef Sylwester Sosnowski 27 sierpnia 1764 – 8 września 1764
- Jacek Małachowski 3 grudnia 1764 – 20 grudnia 1764
- Celestyn Czaplic 6 października 1766 – 29 listopada 1766
- Karol Stanisław Radziwiłł Panie Kochanku 5 października 1767 – 5 marca 1768
- Adam Poniński i Michał Hieronim Radziwiłł (19 kwietnia 1773 – 11 kwietnia 1775)
- Andrzej Mokronowski i Andrzej Ignacy Ogiński[6] (26 sierpnia 1776 – 31 października 1776)
- Ludwik Tyszkiewicz (5 października 1778 – 14 listopada 1778)
- Antoni Małachowski (2 października 1780 – 11 listopada 1780)
- Kazimierz Krasiński (30 września 1782 – 9 listopada 1782)
- Franciszek Ksawery Chomiński (4 października 1784 – 13 listopada 1784)
- Stanisław Kostka Gadomski (2 października 1786 – 13 listopada 1786)
- Stanisław Małachowski (6 października 1788 – 29 maja 1792)
- Stanisław Kostka Bieliński (21 czerwca 1793 – 23 listopada 1793)